# Downesia sulcata
Downesia sulcata is een keversoort uit de familie bladkevers (Chrysomelidae). De wetenschappelijke naam van de soort werd in 1877 gepubliceerd door Edmond Fleutiaux.